# 霍苏埃·卡纳莱斯
埃尔文·霍苏埃·卡纳莱斯·埃斯科托（西班牙語：Elvin Josué Canales Escoto，2001年9月5日—），洪都拉斯、西班牙男子田径运动员，他出生时父母都只有17岁，3岁时他随家人移居西班牙赫罗纳。他曾获得2017年中美洲运动会男子800米银牌、2020年中美洲田径锦标赛男子800米和男子1500米金牌、2025年世界室内田径锦标赛男子800米铜牌。